# Clara Burel
Pour les articles homonymes, voir Burel.
Clara Burel, née le 24 mars 2001 à Rennes, est une joueuse de tennis française, professionnelle depuis 2019.
Elle a été championne du monde junior en 2018.

## Carrière
C'est sur les courts de Louannec que Clara Burel a inauguré sa première raquette, à l'âge de six ans. À douze ans, elle devient championne de France de sa catégorie d'âge.
En junior, elle atteint la finale de l'Open d'Australie puis celle de l'US Open en 2018. Sa performance à Melbourne incite Yannick Noah à la sélectionner comme remplaçante en équipe de France de Fed Cup lors du premier tour de l'édition 2018 contre la Belgique.
Clara Burel atteint en septembre 2018 sa première finale sur le circuit professionnel à Clermont-Ferrand, où elle s'incline contre Lesley Kerkhove. En octobre, elle atteint la finale des Jeux olympiques de la jeunesse à Buenos Aires mais s'incline contre la Slovène Kaja Juvan et remporte ainsi la médaille d'argent. Elle y remporte aussi une médaille de bronze en double mixte avec Hugo Gaston. Elle remporte ensuite le Masters junior à Chengdu. Cette performance lui permet de devenir no 1 mondiale et de terminer l'année championne du monde junior.
Bénéficiant d'une wild card, la Bretonne participe à son premier tableau principal en Grand Chelem à l'Open d'Australie 2019. Elle se blesse au poignet gauche en février. Opérée au mois de mai, elle reprend la compétition courant novembre et atteint la finale d'un tournoi ITF à Monastir.
Le 16 février 2020, Clara Burel remporte son premier succès sur le circuit ITF au tournoi de Grenoble. En septembre, lors des Internationaux de France, Clara Burel bénéficie d'une invitation et accède au 3e tour en battant successivement Arantxa Rus en passant proche de la défaite (6-77, 7-62, 6-2), puis Kaja Juvan (7-66, 6-2), avant de s'incliner contre Zhang Shuai (7-62, 7-5).
En 2021, elle accède aux quarts de finale du tournoi WTA de Lyon après avoir battu au premier tour Alizé Cornet. Elle se distingue par ailleurs sur le circuit secondaire en disputant deux finales à Reims et Oeiras, puis en remportant le tournoi de Saint-Gaudens. En juillet, elle atteint sa première finale sur le circuit WTA à Lausanne, s'inclinant contre Tamara Zidanšek après avoir mené un set à zéro et être passé à deux points de la victoire. Fin septembre 2021, elle s'incline en finale du tournoi ITF de Wiesbaden. Le mois suivant, elle s'impose à Cherbourg.
Fin juillet 2023, elle bat successivement Olga Danilović (6-4, 6-4), Emma Navarro (6-3, 6-2) puis profite de l'abandon d'Ana Bogdan pour rallier les demi-finale. Elle rencontre sa compatriote Diane Parry qu'elle élimine difficilement (4-6, 7-6, 6-3) et file disputer sa deuxième finale en carrière, la deuxième à Lausanne. Affrontant la tête de série numéro deux Elisabetta Cocciaretto, elle livre un beau match mais doit s'incliner (5-7, 6-4, 4-6).
Le 10 décembre 2023, elle remporte son 1er titre WTA 125 au tournoi d'Angers en battant en finale sa compatriote Chloé Paquet.
Clara Burel atteint le troisième tour de l'Open d'Australie 2024 pour la première fois lors de ce tournoi majeur en battant Aleksandra Krunić et la cinquième tête de série Jessica Pegula, sa première victoire dans le top 10. Elle entre ainsi dans le top 50 du classement.

## Palmarès

### Titre en simple dames
Aucun

### Finales en simple dames
| No | Date       | Nom et lieu du tournoi         | Catégorie | Dotation  | Surface      | Vainqueure             | Score          |          |
| -- | ---------- | ------------------------------ | --------- | --------- | ------------ | ---------------------- | -------------- | -------- |
| 1  | 12-07-2021 | Ladies Open Lausanne, Lausanne | WTA 250   | 235 238 $ | Terre (ext.) | Tamara Zidanšek        | 4-6, 7-65, 6-1 | Parcours |
| 2  | 24-07-2023 | Ladies Open Lausanne, Lausanne | WTA 250   | 259 303 $ | Terre (ext.) | Elisabetta Cocciaretto | 7-5, 4-6, 6-4  | Parcours |

### Titre en simple en WTA 125
| No | Date       | Nom et lieu du tournoi | Catégorie | Dotation  | Surface    | Finaliste    | Score         |          |
| -- | ---------- | ---------------------- | --------- | --------- | ---------- | ------------ | ------------- | -------- |
| 1  | 04-12-2023 | Angers Open, Angers    | WTA 125   | 115 000 $ | Dur (int.) | Chloé Paquet | 3-6, 6-4, 6-2 | Parcours |

## Parcours en Grand Chelem

### En simple dames
| Année | Open d'Australie | Open d'Australie    | Internationaux de France | Internationaux de France | Wimbledon       | Wimbledon              | US Open         | US Open           |
| ----- | ---------------- | ------------------- | ------------------------ | ------------------------ | --------------- | ---------------------- | --------------- | ----------------- |
| 2018  | —                | —                   | Q1                       | Barbora Krejčíková       | —               | —                      | —               | —                 |
| 2019  | 1er tour (1/64)  | C. Suárez Navarro   | —                        | —                        | —               | —                      | —               | —                 |
| 2020  | —                | —                   | 3e tour (1/16)           | Zhang Shuai              | Annulé          | Annulé                 | —               | —                 |
| 2021  | 1er tour (1/64)  | Alison Van Uytvanck | 1er tour (1/64)          | Danka Kovinić            | 2e tour (1/32)  | Kaja Juvan             | 1er tour (1/64) | Clara Tauson      |
| 2022  | 1er tour (1/64)  | Garbiñe Muguruza    | 1er tour (1/64)          | María Sákkari            | 1er tour (1/64) | Katie Boulter          | 3e tour (1/16)  | Aryna Sabalenka   |
| 2023  | 2e tour (1/32)   | Barbora Krejčíková  | 1er tour (1/64)          | Sara Sorribes Tormo      | Q2              | Jessica Bouzas Maneiro | 3e tour (1/16)  | Aryna Sabalenka   |
| 2024  | 3e tour (1/16)   | Océane Dodin        | 1er tour (1/64)          | Anna Kalinskaya          | 2e tour (1/32)  | Sonay Kartal           | 2e tour (1/32)  | Victoria Azarenka |
| 2025  | —                | —                   | —                        | —                        | —               | —                      |                 |                   |

N.B. : à droite du résultat se trouve le nom de l'ultime adversaire.

### En double dames
| Année | Open d'Australie                                                                   | Open d'Australie                                                                 | Internationaux de France                                                               | Internationaux de France | Wimbledon                                                                       | Wimbledon                                                                           | US Open | US Open |
| ----- | ---------------------------------------------------------------------------------- | -------------------------------------------------------------------------------- | -------------------------------------------------------------------------------------- | ------------------------ | ------------------------------------------------------------------------------- | ----------------------------------------------------------------------------------- | ------- | ------- |
| 2018  | —                                                                                  | —                                                                                | 1er tour (1/32) D. Parry \|\| style="text-align:left;" \| S. Errani K. Flipkens        | —                        | —                                                                               | —                                                                                   | —       |         |
|       |                                                                                    |                                                                                  |                                                                                        |                          |                                                                                 |                                                                                     |         |         |
| 2020  | —                                                                                  | —                                                                                | 1er tour (1/32) J. Ponchet \|\| style="text-align:left;" \| B. Krejčíková K. Siniaková | Annulé                   | Annulé                                                                          | —                                                                                   | —       |         |
| 2021  | —                                                                                  | —                                                                                | 1/8 de finale C. Paquet \|\| style="text-align:left;" \| I.C. Begu N. Podoroska        | —                        | —                                                                               | —                                                                                   | —       |         |
| 2022  | 1er tour (1/32) C. Osorio \|\| style="text-align:left;" \| G. Dabrowski G. Olmos   | 1er tour (1/32) C. Paquet \|\| style="text-align:left;" \| K. Kučová A. Potapova | 1er tour (1/32) C. Paquet \|\| style="text-align:left;" \| Han X. Zhu L.               |                          |                                                                                 |                                                                                     |         |         |
| 2023  | —                                                                                  | —                                                                                | 1er tour (1/32) C. Paquet \|\| style="text-align:left;" \| N. Melichar E. Perez        | —                        | —                                                                               | 1er tour (1/32) D. Parry \|\| style="text-align:left;" \| E. Avanesyan K. Rakhimova |         |         |
| 2024  | 1er tour (1/32) D. Parry \|\| style="text-align:left;" \| E. Lechemia T. Korpatsch | 1er tour (1/32) C. Paquet \|\| style="text-align:left;" \| M. Kostyuk E.G. Ruse  | —                                                                                      | —                        | 1er tour (1/32) A. Bondár \|\| style="text-align:left;" \| Jiang X. M. Ninomiya |                                                                                     |         |         |

N.B. : le nom de la partenaire se trouve sous le résultat ; les noms des ultimes adversaires se trouvent à droite.

### En double mixte
| Année | Open d'Australie | Open d'Australie | Internationaux de France                                                       | Internationaux de France | Wimbledon | Wimbledon | US Open | US Open |
| ----- | ---------------- | ---------------- | ------------------------------------------------------------------------------ | ------------------------ | --------- | --------- | ------- | ------- |
| 2022  | —                | —                | 2e tour (1/8) H. Gaston \|\| style="text-align:left;" \| U. Eikeri J. Vliegen  | —                        | —         | —         | —       |         |
|       |                  |                  |                                                                                |                          |           |           |         |         |
| 2024  | —                | —                | 2e tour (1/8) H. Gaston \|\| style="text-align:left;" \| E. Routliffe M. Venus | —                        | —         | —         | —       |         |

N.B. : le nom du partenaire se trouve sous le résultat ; les noms des ultimes adversaires se trouvent à droite.

## Parcours en WTA 1000
Les tournois WTA « Premier Mandatory » et « Premier 5 » (entre 2009 et 2020) et WTA 1000 (à partir de 2021) constituent les catégories d'épreuves les plus prestigieuses, après les quatre levées du Grand Chelem. 

De 2009 à 2023, les tournois Premier Mandatory (dits tournois WTA 1000 obligatoires entre 2021 et 2023) regroupent Indian Wells, Miami, Madrid et Pékin, les autres constituant les tournois Premier 5 (tournois WTA 1000 non-obligatoires). À partir de 2024, le nombre de tournois WTA 1000 passe à 10 par saison (fin de l’alternance Doha / Dubaï), ces derniers devenant tous obligatoires et offrant tous 1000 points à la vainqueure (contre 900 points précédemment pour les tournois Premier 5).

### En simple dames
| Année |       |                |                             |                             |                              |                              |                          |                           |                             |                         |  |                         |
| Doha  | Dubaï | Indian Wells   | Miami                       | Madrid                      | Rome                         | Canada                       | Cincinnati               | Pékin                     |                             | Wuhan                   |  |                         |
| Doha  | Dubaï | Indian Wells   | Miami                       | Madrid                      | Rome                         | Canada                       | Cincinnati               | Pékin                     | Guadalajara                 |                         |  |                         |
| Doha  | Dubaï | Indian Wells   | Miami                       | Madrid                      | Rome                         | Canada                       | Cincinnati               | Pékin                     |                             |                         |  |                         |
| 2021  |       | Hors catégorie |                             |                             |                              |                              |                          | 1er tour (1/32) O. Jabeur |                             | Annulé                  |  | Annulé                  |
| 2022  |       |                | Hors catégorie              | 1er tour (1/64) A. Kalinina | 2e tour (1/32) P. Kvitová    |                              |                          |                           |                             | Hors calendrier         |  |                         |
| 2023  |       | Hors catégorie |                             |                             |                              | 1er tour (1/64) C. Osorio    |                          |                           |                             |                         |  |                         |
| 2024  |       |                | 1er tour (1/32) S. Stephens | 2e tour (1/32) C. Gauff     | 1er tour (1/64) C. Wozniacki | 1er tour (1/64) O. Danilović | 1er tour (1/64) N. Osaka |                           | 1er tour (1/64) A. Potapova | 2e tour (1/32) C. Gauff |  | 1er tour (1/32) Yuan Y. |

Sous le résultat, l’ultime adversaire.
1. 1 2   Les tournois de Doha et Dubaï alternent le statut de tournoi WTA 1000 (ex Premier 5) entre 2009 et 2023 : les trois premières éditions ont lieu à Dubaï, les trois suivantes à Doha, puis Dubaï accueille le tournoi de cette catégorie les années impaires et Dubaï les années paires. De 2011 à 2023, la ville qui n’accueille pas de WTA 1000 organise à la place un tournoi WTA 500 (ex Premier).
2. 1 2 3 4 5 6 7   L’ordre de déroulement des tournois a évolué depuis 2009 : Rome se dispute avant Madrid et Cincinnati avant Montréal/Toronto jusqu’en 2010, tandis que Tokyo/Wuhan/Guadalajara ont lieu avant Pékin jusqu’en 2023.
3. 1 2  Du fait de la pandémie de Covid-19, les tournois d’Indian Wells, de Miami, de Madrid, du Canada, de Wuhan et de Pékin sont annulés en 2020. Ces deux derniers le sont également en 2021. Pour des raisons d’organisation, le tournoi de Cincinnati 2020 a exceptionnellement lieu à Flushing Meadows à New York.
4. ↑  Le 1er décembre 2021, le président de la WTA, Steve Simon, annonce que tous les tournois prévus en Chine et à Hong Kong sont suspendus à partir de 2022, en raison de préoccupations concernant la sécurité et le bien-être de la joueuse de tennis chinoise Peng Shuai après ses allégations de relations sexuelles non-consenties avec Zhang Gaoli, membre de haut rang du Parti communiste chinois. Le tournoi de Pékin revient en 2023. Le tournoi de Guadalajara remplace celui de Wuhan pendant deux ans, ce dernier réapparaissant en 2024.

## Parcours aux Jeux olympiques

### En simple dames
| # | Date       | Nom de l'olympiade         | Surface             | Résultat       | Ultime adversaire | Score     |          |
| - | ---------- | -------------------------- | ------------------- | -------------- | ----------------- | --------- | -------- |
| 1 | 27/07/2024 | Olympic Tennis Event Paris | Terre battue (ext.) | 2e tour (1/16) | Marta Kostyuk     | 7-63, 6-2 | Parcours |

### En double dames
| # | Date       | Nom de l'olympiade         | Surface             | Résultat        | Partenaire       | Ultimes adversaires                 | Score    |          |
| - | ---------- | -------------------------- | ------------------- | --------------- | ---------------- | ----------------------------------- | -------- | -------- |
| 1 | 27/07/2024 | Olympic Tennis Event Paris | Terre battue (ext.) | 1er tour (1/16) | Varvara Gracheva | Gabriela Dabrowski Leylah Fernandez | 6-1, 7-5 | Parcours |

## Palmarès sur le circuit ITF

### Titres en simple
| # | Date       | Nom et lieu du tournoi                       | Surface      | Adversaire         | Score         |
| - | ---------- | -------------------------------------------- | ------------ | ------------------ | ------------- |
| 1 | 10-02-2020 | Grenoble, France - 25 000 $                  | Dur (int.)   | Eleonora Molinaro  | 5-7, 7-5, 6-2 |
| 2 | 10-05-2021 | Saint-Gaudens, France - 60 000 $             | Terre (ext.) | Alexandra Dulgheru | 6-2, 1-6, 6-2 |
| 3 | 04-10-2021 | Cherbourg-en-Cotentin, France - 25 000 $ + H | Dur (int.)   | Emeline Dartron    | 6-4, 6-2      |
| 4 | 09-07-2023 | Montpellier, France - 60 000 $               | Terre (ext.) | Astra Sharma       | 6-3, 7-5      |

## Classements WTA en fin de saison
| Année          | 2018 | 2019 | 2020 | 2021 | 2022 | 2023 | 2024 |
| Rang en simple | 612  | 866  | 235  | 77   | 135  | 56   | 74   |
| Rang en double | 1121 | –    | 741  | 265  | 1010 | 1091 | 660  |

Source : (en) Classements de Clara Burel sur le site officiel de la Fédération internationale de tennis

## Records et statistiques

### Victoires sur le top 10
Toutes ses victoires sur des joueuses classées dans le top 10 de la WTA lors de la rencontre.
| Légende         |
| Grand Chelem    |
| Masters         |
| Jeux olympiques |
| WTA 1000        |
| WTA 500         |
| WTA 250         |
| Fed Cup         |

| # |       |  | Tournoi          | Année | Surface |  | Adversaire     | Rang | Tour | Score    | Tableau |
| - | ----- |  | ---------------- | ----- | ------- |  | -------------- | ---- | ---- | -------- | ------- |
| 1 | no 51 |  | Open d'Australie | 2024  | Dur     |  | Jessica Pegula | no 5 | 1/32 | 6-4, 6-2 | Tableau |